# Lockport (New York)
Lockport je grad u američkoj saveznoj državi New York. Prema popisu stanovništva iz 2010. u njemu je živjelo 21.165 stanovnika.